# 콘스탄트 가드너 (영화)
《콘스탄트 가드너》(영어: The Constant Gardener)는 페르난두 메이렐리스가 감독을 맡은 2005년에 개봉한 드라마 스릴러 영화이다. 각본은 존 르 카레의 동명의 소설을 바탕으로 하여 제프리 케인이 썼다. 영화는 케냐로 파견된 영국의 외교관 저스틴 퀘일(레이프 파인스)이 엠네스티 활동가인 그의 아내 테사(레이철 바이스)의 살인 사건을 푸는 내용으로 전개되며, 많은 플래시백을 교차시키며 부부간의 사랑 이야기를 전해준다.
영화에는 또한 위베르 쿤데, 대니 휴스턴, 빌 나이, 도널드 섬터도 출연하였다. 로이양가라니와 케냐 나이로비에 있는 키베라의 슬럼가에서 촬영되었다. 이 지역들의 열악한 상황은 출연 배우들과 스텝진들로 하여금 기초 교육을 제공하는 단체인 콘스탄트 가드너 트러스트를 만들게 영향을 끼치게 하였다.

## 줄거리
영국 외교관이자 열정적인 식물 애호가인 저스틴 퀘일은 런던에서 열린 강연에서 국제앰네스티 활동가 테사에게 강렬한 인상을 받는다. 두 사람은 사랑에 빠지고 테사가 케냐 주재원으로 발령받은 저스틴을 따라가 결혼한다. 케냐에서 테사는 벨기에 의사 아놀드 블룸과 친분을 쌓는데, 이로 인해 불륜설이 돌기도 한다. 테사는 부패에 맞서는 것을 주저하지 않고, 이로 인해 저스틴의 상관들의 눈밖에 나게 된다. 설상가상으로 그녀는 임신 말기에 아이를 잃는다.
테사는 현지에서 발생한 사망 사건들이 케냐에 기반을 둔 회사인 쓰리 비즈가 실시하는 신약 '디프락사' 임상시험과 관련 있음을 알게 되고, 아놀드와 함께 해당 약에 대한 폭로 보고서를 작성한다. 그녀는 그 보고서를 저스틴의 동료인 샌디 우드로에게 전달하고, 그는 영국 외무부 아프리카 담당 책임자인 버나드 펠레그린 경에게 보낸다. 펠레그린은 샌디에게 보내는 회신 편지에서 범죄 행위를 암시하는 내용을 담고 있고, 테사는 그 편지를 훔쳐 로키초지오로 떠난다.
샌디는 저스틴에게 백인 여성과 흑인 운전사가 투르카나 호수 근처에서 살해당했다는 소식을 전하며, 그 여성이 테사라는 것을 암시한다. 저스틴은 훼손된 테사의 시신을 확인하지만 아놀드의 행방은 알 수 없다. 경찰은 테사의 컴퓨터와 파일을 압수하지만, 저스틴은 그녀의 보관 상자에서 샌디가 테사에게 보낸 사랑 고백 편지와 쓰리 비즈의 임상시험 기록을 발견한다. 테사가 동성애자임을 숨겨줬던 아놀드의 비밀을 알게 된 저스틴은 아내의 죽음에 대한 진실을 추적하기 시작한다. 그는 쓰리 비즈의 CEO인 케니 커티스를 만나지만, 아무런 답을 얻지 못한다.
런던으로 돌아온 저스틴은 여권을 압수당하고, 펠레그린과 만찬을 하지만 펠레그린은 아놀드가 테사를 살해했을 것이라고 거짓말을 한다. 저스틴은 테사의 사촌이자 변호사인 햄과 만나 그녀의 컴퓨터 파일을 통해 디프락사와 그 제조업체인 제약 대기업 KDH가 제3자인 쓰리 비즈를 고용해 케냐 사람들을 대상으로 임상시험을 진행했다는 것을 알게 된다.
저스틴은 협박 편지를 받고, 햄이 제공한 가짜 여권으로 독일로 가서 테사의 연락책인 비르기트를 만난다. 그녀는 제약 감시 단체의 일원인데, 위협을 받고 있어 말을 꺼리지만, 결국 저스틴에게 협조한다. 이후 저스틴은 호텔에서 공격을 받고 경고를 받는다. 아놀드의 시신은 고문당한 채 발견되고, 안전한 디프락사 발표로 KDH의 주가는 급등한다.
케냐로 돌아온 저스틴은 샌디에게 테사의 보고서가 KDH가 막대한 비용을 들여 약을 재개발해야 하는 상황을 막기 위해 묵살되었다는 사실을 알게 된다. KDH에 배신당한 커티스는 저스틴을 디프락사 임상시험 대상자들의 집단 무덤으로 안내하고, 디프락사 발명가인 로버 박사가 수단으로 도피했음을 알려준다. 영국 정보부의 친구인 팀 도노휴는 펠레그린이 테사와 아놀드를 살해했다는 것을 확인한다. 저스틴은 로버 박사를 찾아가고, 로버 박사는 펠레그린의 편지를 가지고 있다고 말한다. 테사가 그에게 진실을 기록하도록 설득했지만, 그는 마음을 바꿔 KDH에게 테사와 아놀드가 UN에 회사를 폭로하려 한다고 알렸다는 것이다.
저스틴은 조종사를 설득하여 펠레그린의 편지를 햄에게 보내도록 하고 투르카나 호수에 자신을 내려주도록 한다. 총알을 제거한 총을 든 채, 그는 테사를 생각하며 KDH의 살인청부업자들에게 살해당한다. 런던에서 열린 테사와 저스틴의 추모식에서 펠레그린은 저스틴이 아내가 사망한 곳에서 자살했다고 거짓말한다. 햄은 서한을 읽겠다고 발표하지만, 사실은 펠레그린의 편지를 낭독하여 디프락사로 인한 사망과 그 후속 은폐를 폭로한다. 햄은 영국 정부, KDH, 그리고 그들이 당연하게 여기는 약의 대가인 인명 피해에 대한 대중의 무관심을 비난하며, 펠레그린은 분노하며 자리를 떠난다.

## 출연
- 레이프 파인스 - 저스틴 퀘일
- 레이철 바이스 - 테사 퀘일
- 대니 휴스턴 - 샌디 우드로
- 위베르 쿤데 - 아놀드 블루흠
- 아치 판자비 - 기타 피어슨
- 빌 나이 - 버나드 펠레그린 경
- 제라드 맥소레이 - 케네스 커티스 경
- 피트 포슬스웨이트 - 로비어
- 도널드 섬터 - 팀 도노후에
- 도널드 아피요 - 키오코

## 한국어 더빙 성우진(KBS)
- 설영범 - 저스틴(레이프 파인스)
- 이선 - 테사(레이철 바이스)
- 오세홍 - 버나드(빌 나이)
- 장승길 - 케니(제라드 맥소레이)
- 서문석 - 샌디(대니 휴스턴)
- 탁원제 - 팀(도널드 섬터)
- 박희은 - 기타(아치 판자비)
- 이병용 - 조모(버나드 오티에노 오두오)
- 한복현 - 아널드(위베르 쿤데)
- 백경훈 - 아서(리처드 맥케이브)
- 강규리 - 비르기트(아네케 킴 사르나우)